# Prix Agatha
Les prix Agatha (Agatha Awards) sont des prix littéraires récompensant des romans policiers écrits suivant la même technique que ceux d'Agatha Christie (cadre de l'action restreint, pas de sexe ou de violence, détective amateur). Ils sont remis depuis 1988 lors d'une convention annuelle organisée par Malice Domestic Ltd et ayant lieu à Washington.

## Catégories des prix
Il y a sept catégories de récompenses :
- Meilleur roman (Best Novel) ;
- Meilleur premier roman (Best First Novel) ;
- Meilleure nouvelle (Best Short Story) ;
- Meilleure œuvre de non-fiction (Best Non-fiction) (depuis 1993) ;
- Meilleure œuvre pour enfants et jeunes adultes (Best Children's/Young Adult Novel) (depuis 2001) ;
- Meilleur roman historique (Best Historical Novel) (depuis 2011) ;
- Meilleur roman contemporain (Best Contemporary Novel) (depuis 2013).

Deux prix spéciaux sont également remis :
- Malice Domestic Award for Lifetime Achievement, qui récompense une carrière ;
- Malice Domestic Poirot Award, pour des individus qui ne sont pas écrivains mais qui ont contribué de façon importante au genre (ce dernier n'est pas remis systématiquement chaque année).

## Listes des lauréats

### Meilleur roman
- 1988 : Something Wicked de Carolyn Hart
- 1989 : Naked Once More d'Elizabeth Peters
- 1990 : Bum Steer de Nancy Pickard
- 1991 : L.O.U. de Nancy Pickard (2e prix)
- 1992 : La Fille du bootlegger (Bootlegger's Daughter) de Margaret Maron
- 1993 : Dead Man's Island de Carolyn Hart (2e prix)
- 1994 : Le Fantôme des collines (She Walks These Hills) de Sharyn McCrumb
- 1995 : If I'd Killed Him When I Met Him de Sharyn McCrumb (2e prix)
- 1996 : En terrain miné (Up Jumps The Devil) de Margaret Maron (2e prix)
- 1997 : La Disparition d’Orphée (The Devil in Music) de Kate Ross
- 1998 : La Colline des Bouchers (Butchers Hill) de Laura Lippman
- 1999 : Mariner's Compass d'Earlene Fowler
- 2000 : Storm Track de Margaret Maron (3e prix)
- 2001 : Murphy's Law de Rhys Bowen
- 2002 : You've Got Murder de Donna Andrews
- 2003 : Letter From Home de Carolyn Hart (3e prix)
- 2004 : Les Demoiselles de la Plume blanche (Birds of a Feather) de Jacqueline Winspear
- 2005 : The Body in the Snowdrift de Katherine Hall Page
- 2006 : La Vierge de Small Plains (The Virgin of Small Plains) de Nancy Pickard (3e prix)
- 2007 : Sous la glace (A Fatal Grace) de Louise Penny
- 2008 : Le Mois le plus cruel (The Cruelest Month) de Louise Penny (2e prix)
- 2009 : Révélation brutale (A Brutal Telling) de Louise Penny (3e prix)
- 2010 : Enterrez vos morts (Bury Your Dead) de Louise Penny (4e prix)
- 2011 : Three-Day Town de Margaret Maron (4e prix)
- 2012 : Le Beau Mystère (The Beautiful Mystery) de Louise Penny (5e prix)

#### Meilleur roman contemporain
- 2013 : The Wrong Girl de Hank Phillippi Ryan
- 2014 : Truth Be Told de Hank Phillippi Ryan
- 2015 : Long Upon the Land de Margaret Maron
- 2016 : A Great Reckoning (Un outrage mortel) de Louise Penny
- 2017 : Maisons de verre (Glass Houses) de Louise Penny (7e prix)
- 2018 : Mardi Gras Murder de Ellen Byron
- 2019 : The Long Call de Ann Cleeves
- 2020 : Tous les diables sont ici (All the Devils Are Here) de Louise Penny
- 2021 : Cajun Kiss of Death de Ellen Byron
- 2022 : A World of Curiosities de Louise Penny
- 2023 : The Weekend Retreat de Tara Laskowski
- 2024 : A Midnight Puzzle de Gigi Pandian

#### Meilleur roman historique
- 2011 : Naughty in Nice de Rhys Bowen
- 2012 : Dandy Gilver and an Unsuitable Day for Murder de Catriona McPherson
- 2013 : A Question of Honor de Charles Todd
- 2014 : Queen of Hearts de Rhys Bowen
- 2015 : Dreaming Spies de Laurie R. King
- 2016 : The Reek of Red Herrings de Catriona McPherson
- 2017 : In Farleigh Field de Rhys Bowen
- 2018 : The Widows of Malabar Hill de Sujata Massey
- 2019 : Charity’s Burden de Edith Maxwell
- 2020 : The Last Mrs. Summers de Rhys Bowen
- 2021 : Death at Greenway de Lori Rader-Day
- 2022 : Because I Could Not Stop for Death de Amanda Flower
- 2023 : The Mistress of Bhatia House de Sujata Massey
- 2024 : To Slip the Bonds of Earth de Amanda Flower

### Meilleur premier roman
- 1988 : Enquête dans le brouillard (A Great Deliverance) d'Elizabeth George
- 1989 : Grime And Punishment de Jill Churchill
- 1990 : The Body In The Belfry de Katherine Hall Page
- 1991 : Glacée jusqu’au zoo (Zero at the Bone) de Mary Willis Walker
- 1992 : Blanche tire sa révérence (Blanche On The Lam) de Barbara Neely
- 1993 : L’Empreinte du fauve (Track Of The Cat) de Nevada Barr
- 1994 : Do Unto Others de Jeff Abbott
- 1995 : The Body in the Transept de Jeanne M. Dams
- 1996 : Murder On A Girl's Night Out d'Anne George
- 1997 : The Salaryman's Wife de Sujata Massey
- 1998 : The Doctor Digs A Grave de Robin Hathaway
- 1999 : Murder with Peacocks de Donna Andrews
- 2000 : La Mort sur un plateau d'argent (Death on a Silver Tray) de Rosemary Stevens
- 2001 : Bubbles se lâche (Bubbles Unbound) de Sarah Strohmeyer
- 2002 : In the Bleak Midwinter de Julia Spencer-Fleming
- 2003 : Maisie Dobbs (Maisie Dobbs) de Jacqueline Winspear
- 2004 : Dating Dead Men de Harley Jane Kozak
- 2005 : Better Off Wed de Laura Durham
- 2006 : The Heat Of The Moon de Sandra Parshall
- 2007 : Prime Time de Hank Phillippi Ryan
- 2008 : Mort d'un écrivain bien installé (Death of a Cozy Writer) de G. M. Malliet
- 2009 : Les Étranges Talents de Flavia de Luce (The Sweetness at the Bottom of the Pie) d'Alan Bradley
- 2010 : The Long Quiche Goodbye d'Avery Aames
- 2011 : Learning to Swim de Sara J. Henry
- 2012 : Lowcountry Boil de Susan M. Boyer
- 2013 : Death Al Dente de Leslie Budewitz
- 2014 : Well Read, Then Dead de Terrie Farley Moran
- 2015 : On the Road with Del and Louise de Art Taylor
- 2016 : The Semester of Our Discontent de Cynthia Kuhn
- 2017 : Hollywood Homicide de Kellye Garrett
- 2018 : A Lady’s Guide to Etiquette and Murder de Dianne Freeman
- 2019 : One Night Gone de Tara Laskowski
- 2020 : Murder at the Mena House de Erica Ruth Neubauer
- 2021 : Arsenic and Adobo de Mia P. Manansala
- 2022 : Cheddar Off Dead de Korina Moss
- 2023 : Crime and Parchment de Daphne Silver
- 2024 : You Know What You Did de K.T. Nguyen

### Meilleure nouvelle
- 1988 : More Final Than Divorce de Robert Barnard
- 1989 : A Wee Doch and Doris de Sharyn McCrumb
- 1990 : Too Much To Bare de Joan Hess
- 1991 : Deborah's Judgment de Margaret Maron
- 1992 : Nice Gorilla d'Aaron Elkins et Charlotte Elkins (en)
- 1993 : A Romance in the Rockies de K. K. Beck
- 1994 : The Family Jewels de Dorothy Cannell
- 1995 : The Dog Who Remembered Too Much de Elizabeth Daniels Squire
- 1996 : Accidents Will Happen de Carolyn Wheat
- 1997 : Tea for Two de M.D. Lake
- 1998 : Of Course You Know That Chocolate Is A Vegetable de Barbara D'Amato
- 1999 : Out of Africa de Nancy Pickard
- 2000 : The Man in the Civil Suit de Jan Burke
- 2001 : The Would-Be-Widower de Katherine Hall Page
- 2002 : The Dog That Didn't Bark de Margaret Maron (2e prix)
Too Many Cooks de Marcia Talley
- 2003 : No Man's Land d'Elizabeth Foxwell
- 2004 : Wedding Knife d'Elaine Viets
- 2005 : Driven to Distraction de Marcia Talley (2e prix)
- 2006 : Sleeping with the Plush de Toni L.P. Kelner
- 2007 : A Rat's Tale de Donna Andrews
- 2008 : The Night Things Changed de Dana Cameron (2e prix)
- 2009 : On the House de Hank Phillippi Ryan
- 2010 : So Much in Common de Mary Jane Maffini
- 2011 : Disarming de Dana Cameron (3e prix)
- 2012 : Mischief in Mesopotamia de Dana Cameron
- 2013 : The Care and Feeding of House Plants d'Art Taylor
- 2014 : The Odds are Against Us d'Art Taylor
- 2015 : A Year Without Santa Claus? de Barb Goffman
- 2016 : Parallel Play de Art Taylor
- 2017 : The Library Ghost of Tanglewood Inn de Gigi Pandian
- 2018 : All God’s Sparrows de Leslie Budewitz et The Case of the Vanishing Professor de Tara Laskowski
- 2019 : The Last Word de Shawn Reilly Simmons
- 2020 : Dear Emily Etiquette de Barb Goffman
- 2021 : Bay of Reckoning de Shawn Reilly Simmons
- 2022 : Beauty and the Beyotch de Barb Goffman
- 2023 : Ticket to Ride de Dru Ann Love et Kristopher Zgorski
- 2024 : A Matter of Trust de Barb Goffman

### Meilleure œuvre de non-fiction
- 1993 : The Doctor, The Murder, The Mystery de Barbara D'Amato
- 1994 : By A Woman's Hand de Jean Swanson et Dean James
- 1995 : Mystery Readers Walking Guide—Chicago d'Alzina Stone Dale
- 1996 : Detecting Women 2 de Willetta L. Heising
- 1997 : Detecting Men (Pocket Guide) de Willeta L. Heising (2e prix)
- 1998 : Mystery Reader's Walking Guide To Washington D.C. d'Alzina Stone Dale (2e prix)
- 1999 : Teller of Tales: The Life of Arthur Conan Doyle de Daniel Stashower (en)
- 2000 : 100 Favorite Mysteries of the Century de Jim Huang
- 2001 : Seldom Disappointed: A Memoir de Tony Hillerman
- 2002 : They Died in Vain: Overlooked, Underappreciated, and Forgotten Mystery Novels de Jim Huang (2e prix)
- 2003 : Amelia Peabody's Egypt: A Compendium d'Elizabeth Peters et Kristen Whitbread
- 2004 : Private Eye-Lashes: Radio's Lady Detectives de Jack French
- 2005 : Girl Sleuth: Nancy Drew and the Women Who Created Her de Melanie Rehak
- 2006 : Don't Murder Your Mystery de Chris Roerden
- 2007 : Arthur Conan Doyle: A Life In Letters de Jon Lellenberg, Daniel Stashower (en) et Charles Foley
- 2008 : How to Write Killer Historical Mysteries de Kathy Lynn Emerson (en)
- 2009 : Dame Agatha’s Shorts d'Elena Santangelo
- 2010 : Agatha Christie's Secret Notebooks: 50 Years of Mysteries in the Making de John Curran
- 2011 : Books, Crooks and Counselors: How to Write Accurately About Criminal Law and Courtroom Procedure de Leslie Budewitz
- 2012 : Books to Die For: The World's Greatest Mystery Writers on the World's Greatest Mystery Novels de John Connolly et Declan Burke
- 2013 : The Hour of Peril: The Secret Plot to Murder Lincoln Before the Civil War de Daniel Stashower (2e prix)
- 2014 : Writes of Passage: Adventures on the Writer's Journey de Hank Phillippi Ryan
- 2015 : The Golden Age of Murder: The Mystery of the Writers Who Invented the Modern Detective Story de Martin Edwards
- 2016 : Mastering Suspense, Structure, and Plot: How to Write Gripping Stories that Keep Readers on the Edge of Their Seats de Jane K. Cleland
- 2017 : From Holmes to Sherlock: The Story of the Men and Women Who Created an Icon de Mattias Boström
- 2018 : Mastering Plot Twists de Jane K. Cleland
- 2019 : The Mutual Admiration Society: How Dorothy L. Sayers and her Oxford Circle Remade the World for Women de Mo Moulton
- 2020 : Phantom Lady: Hollywood Producer Joan Harrison, the Forgotten Woman Behind Hitchcock de Christina Lane
- 2021 : How to Write a Mystery: A Handbook from Mystery Writers of America de MWA avec  Lee Child et Laurie R. King
- 2022 : Promophobia: Taking the Mystery Out of Promoting Crime Fiction de Diane Vallere
- 2023 : 	Finders: Justice, Faith and Identity in Irish Crime Fiction de Anjili Babbar
- 2024 : Writing the Cozy Mystery: Authors' Perspectives on Their Craft sous la direction de Phyllis M. Betz

### Meilleure œuvre pour enfants et jeunes adultes
- 2001 : Mystery Of The Haunted Caves: A Troop 13 Mystery de Penny Warner
- 2002 : Red Card: A Zeke Armstrong Mystery de Daniel J. Hale et Matthew LaBrot
- 2003 : The 7th Knot de Kathleen Karr
- 2004 : Chasing Vermeer de Blue Balliett
- 2005 : Flush de Carl Hiaasen
- 2006 : Pea Soup Poisonings de Nancy Means Wright
- 2007 : A Light In The Cellar de Sarah Masters Buckey
- 2008 : The Crossroads de Chris Grabenstein
- 2009 : The Hanging Hill de Chris Grabenstein (2e prix)
- 2010 : The Other Side of Dark de Sarah Smith (en)
- 2011 : The Black Heart Crypt de Chris Grabenstein (3e prix)
- 2012 : The Code Busters Club, Case n°2: The Haunted Lighthouse de Penny Warner (2e prix)
- 2013 : Escape from Mr. Lemoncello's Library de Chris Grabenstein (4e prix)
- 2014 : The Code Buster's Club, Case #4: The Mummy's Curse de Penny Warner
- 2015 : Andi Unstoppable de Amanda Flower
- 2016 : The Code Busters Club, Case #6: The Secret of the Puzzle Box de Penny Warner
- 2017 : Sydney Mackenzie Knocks ’Em Dead de Cindy Callaghan
- 2018 : Potion Problems (Just Add Magic) de Cindy Callaghan
- 2019 : The Last Crystal de Frances Schoonmaker
- 2020 : Holly Hernandez and the Death of Disco de Richard Narvaez
- 2021 : I Play One on TV de Alan Orloff
- 2022 : Enola Holmes and the Elegant Escapade de Nancy Springer
- 2023 : The Sasquatch of Hawthorne Elementary de K.B. Jackson
- 2024 : Sasquatch of Harriman Lake de K.B. Jackson

### Prix spéciaux

#### Malice Domestic Award for Lifetime Achievement
- 1990 : Phyllis Whitney
- 1994 : Mignon G. Eberhart
- 1996 : Mary Stewart
- 1997 : Emma Lathen
- 1998 : Charlotte MacLeod
- 1999 : Patricia Moyes
- 2000 : Dick Francis
- 2001 : Mildred Wirt Benson
- 2002 : Tony Hillerman
- 2003 : Elizabeth Peters
- 2004 : Marian Babson
- 2005 : H. R. F. Keating
- 2006 : Robert Barnard
- 2007 : Carolyn Hart
- 2008 : Peter Lovesey
- 2009 : Anne Perry
- 2010 : Mary Higgins Clark
- 2011 : Sue Grafton
- 2012 : Simon Brett
- 2013 : Aaron Elkins
- 2014 : Dorothy Cannell, Joan Hess & Margaret Maron
- 2015 : Sara Paretsky

#### Malice Domestic Poirot Award
- 2003 : David Suchet (acteur)
- 2004 : Ruth Cavin (en) et Thomas L. Dunne (en) (éditeurs)
- 2005 : Angela Lansbury (actrice)
- 2006 : Doug Greene (éditeur)
- 2008 : Janet Hutchings et Linda Landrigan (rédactrices en chef)
- 2009 : Kate Stine et Brian Skupin (éditeurs)
- 2010 : William Link (scénariste)
- 2011 : Janet Rudolph
- 2012 : Lee Goldberg (scénariste)
- 2014 : Tom Schantz (éditeur)